# Gmina Roshnik
Gmina Roshnik (alb. Komuna Roshnik) – gmina położona w środkowej części Albanii. Administracyjnie należy do okręgu Berat w obwodzie Berat. W 2011 roku populacja gminy wynosiła 2513, 1259 kobiet oraz 1254 mężczyzn, z czego Albańczycy stanowili 95,05% mieszkańców.
W skład gminy wchodzi trzynaście miejscowości: Bogdani i Sipërm, Bogdani i Poshtëm, Dardha, Karkanjozi, Kostreni i Madh, Kostreni i Vogël, Mimiasi, Perisnaku, Qafë Dardha, Roshniku, Roshniku i Vogël, Vojniku, Rabjaku.